# 溫斯洛 (印第安納州)
溫斯洛（英語：Winslow）是一個位於美國印地安納州派克縣的城鎮。

## 人口
根據2010年美國人口普查的數據，溫斯洛的面積為1.66平方千米，當中陸地面積為1.64平方千米，而水域面積為0.02平方千米。當地共有人口864人，而人口密度為每平方千米520人。